# Laura Poantă
Laura Poantă (n. 10 martie 1971, Agnita, județul Sibiu) este medic, artist vizual, grafician și traducătoare română.

## Biografie

### Familie, educație
Este fiica Irinei Petraș și a lui Petru Poantă, scriitori. A absolvit în 1989 Liceul de Arte Plastice „Romulus Ladea” din Cluj-Napoca, cu specialitatea desenator, decorator și grafică. Urrmează Universitatea de Medicină și Farmacie „Iuliu Hațieganu” din Cluj-Napoca, susținându-și licența în medicină generală în 1995.
A funcționat la Spitalul Clinic Județean și la Spitalul Universitar CF Cluj, ca medic specialist în medicină internă. Din 2002, devine cadru didactic universitar la UMF „Iuliu Hațieganu”, iar din 2005, doctor în medicină și medic primar de medicină internă, competențe ecocardiografie. Din 2009, este șef de lucrări, cu activitate didactică și de cercetare.

### Autoare, editoare
Laura Irina Poantă a debutat editorial în 1999 cu traducerea din italiană a volumului Lift de Edmondo De Amicis și cu lucrarea de specialitate Abecedarul vieții sexuale.
Colaborează la revistele Viața medicală, Ziarul financiar, Clujul medical, Revista română de bioetică, Romanian Journal Of Internal Medicine, European Journal Of Internal Medicine, Acta Diabetologica, Medical Ultrasonography, Medical Update și altele.
A redactat prezentarea reproducerii de pe coperta JAMA (pictură românească) la primele patru numere ale edițiilor în limba română, realizând, de asemenea, ilustrația a numeroase coperte de cărți. A redactat și realizat, între anii 2007-2012, cataloagele Salonului de iarnă al medicilor, consacrat lucrărilor medicilor plasticieni, desfășurat în cadrul Zilelor UMF Cluj-Napoca, salon aflat din anul 2008 în grija sa.
Este peer review pentru revistele European Journal of Internal Medicine și Dove Press. Prezentă în volumele colective editate de Filiala Cluj a Uniunii Scriitorilor: Cartea mea fermecată (2009), Invitație la vers (2010), Varză à la Cluj (2010), Promenada scriitorilor (2012), Marea scriitorilor. De la Olimp la zidul puterii (2012). A colaborat cu eseuri și traduceri la revistele România literară, Luceafărul de dimineață, Steaua, Apostrof, Tribuna etc.

## Volume publicate

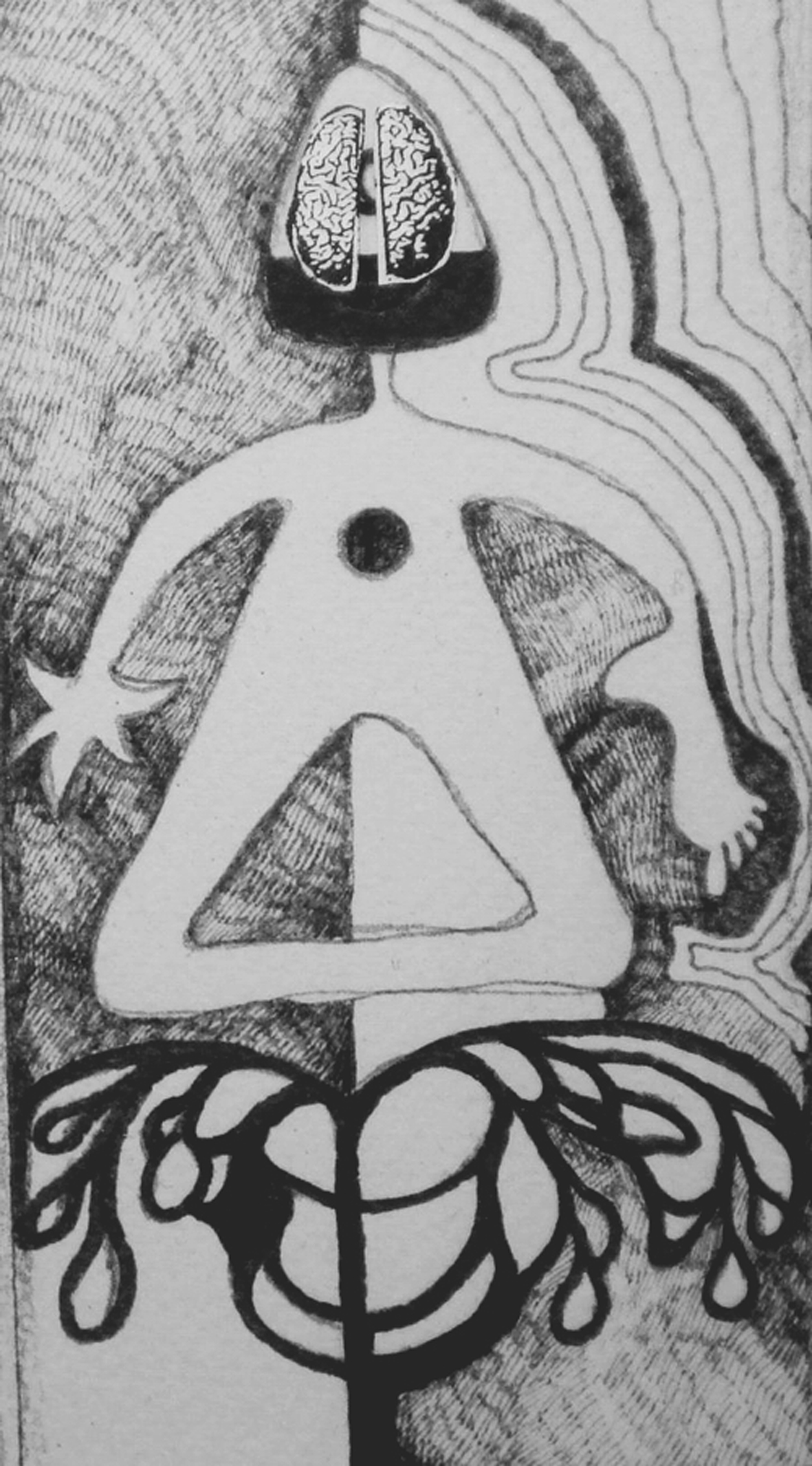
Laura Poantă, Alteritate,
creion pe hârtie

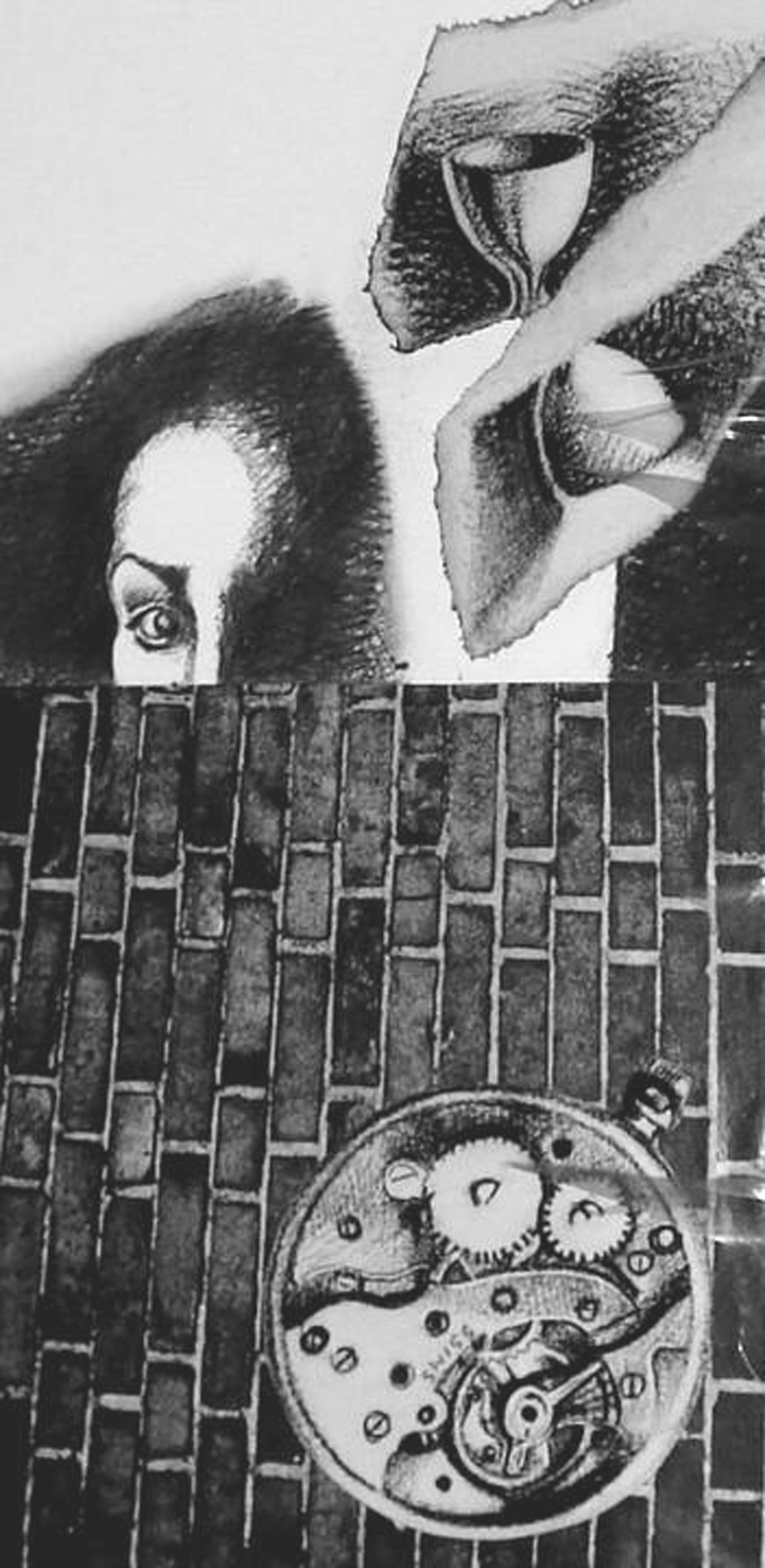
Laura Poantă, Bacoviana, creion plus colaj pe carton

### Traduceri din literatura universală (din limbile engleză și italiană)
- Edmondo De Amicis, Lift / Lift,  Colecția bilingvă Bufnița, Pitești, Editura Paralela 45, 1999 (reeditată în 2008, 2010, 2011, 2012);
- Wilde Oscar, The Happy Prince / Prințul fericit; The Devoted Friend / Prietenul cel bun, Colecția bilingvă Bufnița, Pitești, Editura Paralela 45, 2003 (reeditată în 2008, 2010, 2011, integrala povestirilor, 2014);
- Edgar Allan Poe, Ms. Found in A Bottle / Manuscris găsit într-o sticlă; The Tell-tale Heart / Inima povestitoare, Colecția bilingvă Bufnița, Pitești, Editura Paralela 45, 2003 (reeditată în 2009, 2011);
- Katherine Mansfield, The Fly / Musca; Bliss / Fericire, Colecția bilingvă Bufnița, Pitești, Editura Paralela 45, 2003 (reeditată în 2009, 2010, 2011);
- Oscar Wilde, Poems in Prose / Poeme în proză; The Model Millionaire / Milionarul model; The Selfish Giant / Uriașul cel egoist, Colecția bilingvă Bufnița, Pitești, Editura Paralela 45, 2004 (reeditată în 2007, 2009);
- Oscar Wilde, The Canterville Ghost/Fantoma din Canterville, Colecția bilingvă Bufnița, Pitești, Editura Paralela 45, 2004 (reeditată în 2009, 2010, 2011);
- Saki, The Seven Cream Jugs and Other Short Stories / Cele șapte boluri pentru frișcă și alte povestiri, Colecția bilingvă Bufnița, Pitești, Editura Paralela 45, 2005 (reeditată în 2009, 2011);
- Mark Twain, How To Tell A Story / Cum să spui o poveste; Luck / Noroc, Colecția bilingvă Bufnița, Pitești, Editura Paralela 45, 2005 (reeditată în 2009, 2010, 2011);
- Luigi Pirandello, Rău de lună și alte povestiri, Cluj-Napoca, Casa Cărții de Știință, 2009[2];
- David Greig, Ultimul mesaj al cosmonautului către femeia pe care a iubit-o cândva în fosta Uniune Sovietică, piesă de teatru tradusă pentru Teatrul Național „Lucian Blaga” din Cluj-Napoca, premiera: octombrie 2010 (regizor Radu Afrim);
- Gerald Graff, Cathy Birkenstein, Manual de scriere academică. Ei spun /eu spun, Pitești, Editura Paralela 45, 2015;
- Patrick Skene Catling, Povestea băiatului care transformă în ciocolată tot ce atinge, Pitești, Editura Paralela 45, 2016.
- Anne Fine, Întoarcerea pisicii asasine, 2016; Rochia lui Bill, Editura Paralela 45, 2016
- Mary Pope Osborne, Portalul magic, patru povestiri, Editura Paralela 45, 2017

### Volume de specialitate (medicină)
- Abecedarul vieții sexuale, Cluj-Napoca, Casa Cărții de Știință, 1999;
- Abecedarul sănătății, Cluj-Napoca, Casa Cărții de Știință, 2001;
- Actualități în patologia biochimică a bolilor cardiovasculare, sub redacția Mircea Cucuianu, Dumitru Zdrenghea, Cluj-Napoca, Casa Cărții de Știință, 2004 (coautor);
- Stresul profesional și riscul cardiovascular la muncitorii feroviari, în colab. cu D. Zdrenghea, Cluj-Napoca, Casa Cărții de Știință, 2005;
- Mic dicționar etimologic de termeni medicali, Cluj-Napoca, Casa Cărții de Știință, 2005;
- Electrocardiografie. Cazuri clinice, Cluj-Napoca, Casa Cărții de Știință,  2006; ediția a doua revizuită, Cluj-Napoca, Casa Cărții de Știință, 2008; ediția a treia, Cluj-Napoca, Casa Cărții de Știință, 2010 (în colaborare);
- Semiologie medicală în 100 de imagini, Cluj-Napoca, Casa Cărții de Știință, 2007 (în colaborare);
- Medicii și stresul ocupațional, Cluj-Napoca, Casa Cărții de Știință, 2007;
- Recuperare și prevenție cardiovasculară, Cluj-Napoca, Clusium, 2008 (coautor);
- Termeni medicali cu nume propriu. Dicționar de semne, simptome, sindroame, Cluj-Napoca, Casa Cărții de Știință, 2008;
- Viața sexuală. Mic dicționar de termeni medicali, Cluj-Napoca, Casa Cărții de Știință, 2009;
- Tulburările funcționale intestinale,  sub redacția Dan L. Dumitrașcu, Cluj-Napoca, Casa Cărții de Știință, 2009 (în colaborare);
- Scenarii clinice. Cardiologie, Cluj-Napoca, Casa Cărții de Știință, 2012 (în colaborare).
- Semiologie. Teste, quizuri, scenarii, Cluj-Napoca, Editura Școala Ardeleană, 2015 (în colaborare cu Laura Nat).
- Termeni medicali. Semne, simptome, sindroame cu nume propriu. Mic dicționar etimologic, Editura Școala Ardeleană, 2017
- Stresul, boala mileniului 3?, Editura Școala Ardeleană, 2020
- Doctorul de povești. Medicină și literatură, 2021.
- Omniscop. Medicină și societate, 2023

## Expoziții de grafică (personale și de grup)
- Biblioteca Centrală Universitară „Lucian Blaga” Cluj-Napoca;
- Salonul de iarnă al medicilor, Muzeul Național de Artă Cluj-Napoca;
- Salonul de primăvară al scriitorilor
- Galeriile de artă ale revistei Steaua.

## Premii
- Premiul I la al VI-lea Congres Național de Medicină Internă, cu participare internațională, Călimănești, 6-8 aprilie 2006, cu lucrarea Tromboza arterială – boală multifactorială (comunicare orală);
- Premiul Octavian Fodor al UMF „Iuliu Hațieganu” Cluj-Napoca, pentru cartea Recuperare și prevenție cardiovasculară, coord. Dumitru Zdrenghea (2008).

## Afilieri
- Membră a Uniunii Scriitorilor din România (din 2009);
- Membră a Societății Române de Medicină Internă; a Societății Române de Semiologie; American Society of Echocardiography; American Psychosomatic Society; European Association of Echocardiography.